# Homie Spumoni
Homie Spumoni (br: Mano Italiano) é um filme de comédia de 2006, lançado diretamente em vídeo e dirigido por Mike Cerrone. É estrelado por Donald Faison e conta com Jamie-Lynn Sigler, Paul Mooney, Tony Rock, Joey Fatone e Whoopi Goldberg nos demais papéis principais.

## Sinopse
Renato é um jovem negro, que foi encontrado ainda bebê em uma cesta às margens de um rio por um casal italiano, que se mudou para a América e decidiu criar a criança como filho. 18 anos depois, Renato, que ajuda o pai na mercearia da família e entende tudo de culinária italiana, acredita que é italiano de verdade, sem se importar com a cor de sua pele. Ele começa a namorar Ally, uma bela jovem que é judia e gosta muito dele. A vida de Renato muda completamente quando ele descobre que tem pais biológicos, um irmão, e que seu verdadeiro nome é "Leroy". Quando seus pais começam a discutir entre si, e a mãe de Ally a proíbe de namorar um rapaz de cor e religião diferente, Renato terá de provar a eles, que apesar das crenças, modos, e preconceitos, o amor é o que realmente importa.

## Recepção crítica
Recebeu apenas 25% de score de audiência pelo site Rotten Tomatoes.

## Elenco
- Donald Faison - Renato Pollina / Leroy
- Jamie-Lynn Sigler - Ally Butterman
- Whoopi Goldberg - Thelma
- Paul Mooney - George
- Lina Giornofelice - Maria Pollina
- Alvaro D'Antonio - Enzo Pollina
- Tony Rock - Dana
- Joey Fatone - Buddy
- Kira Clavell - Nipp Su
- Jason Schombing - Dr. Finklestein
- Linda Kash - Sra. Butterman
- Kathleen Laskey - Agnes
- Rhona Shekter - Shirley
- Tony Nappo - Tio Nicky Pollina
- Paulino Nunes - Big C
- Neil Crone - Policial
- Michelle Arvizu - Angelina